# Wójtostwo (Bochnia)
Wójtostwo (niem. Vogtsdorf) – część miasta Bochni w Polsce, położona w województwie małopolskim, w powiecie bocheńskim.
Leży na wschód od centrum miasta, w rejonie ulicy Brzeźnickiej.
Początkowo stanowiło część gminy Podedworze w Bezirk Bochnia, lecz po włączeniu Podedworza do Bochni w drugiej połowie XIX wieku, Wójtostwo ustanowiło odrębną gminę, liczącą w 1874 roku 311 mieszkańców .